# Istituto di studi orientali dell'Accademia russa delle scienze

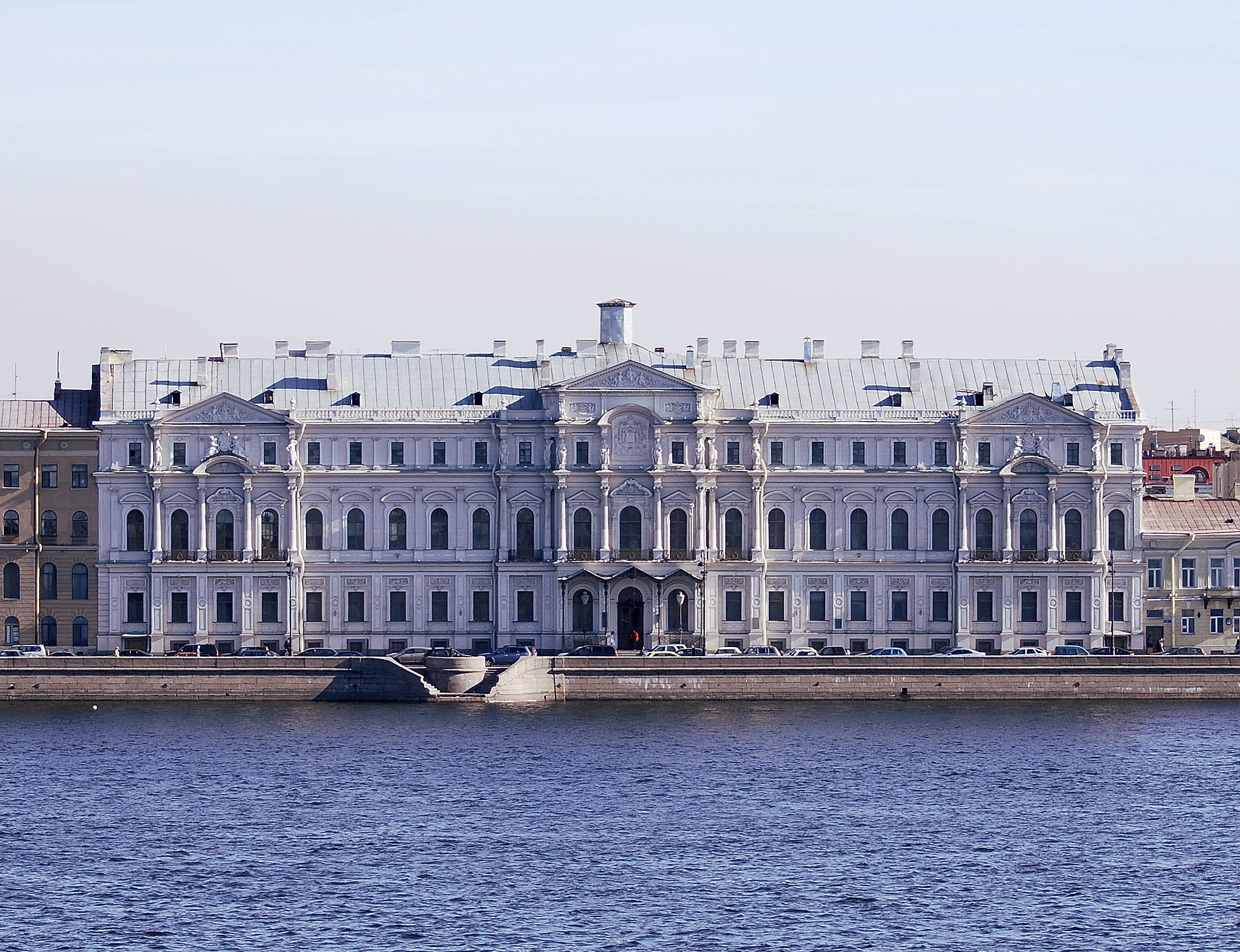
Il palazzo Novo-Michailovskij, sul lungoneva del Palazzo, è la sede dell'Istituto di Manoscritti Orientali dell'Accademia delle Scienze Russa (in passato dipendenza dell'Istituto di Studi Orientali di San Pietroburgo)

L'Istituto di Studi Orientali dell'Accademia russa delle scienze (in russo Институт востоковедения Российской Академии Наук?, Institut Vostokovedenija Rossijskoij Akademii Nauk), e precedentemente dell'Accademia delle scienze dell'URSS, è, con la consorella istituzione di San Pietroburgo, l'istituzione più avanzata di studi e ricerche nel campo degli studi orientalistici delle culture dell'Asia e nel Nordafrica. L'Istituto ha sede a Mosca, e precedentemente a San Pietroburgo, ma nel 2007 la sede di San Pietroburgo è stata riorganizzata come un Istituto separato dell'Istituto di Manoscritti Orientali dell'Accademia delle Scienze Russa, dedicato allo studio, conservazione e cura dei manoscritti orientali.

## Storia
L'Istituto traccia la sua storia risalendo al Museo Asiatico creato nel 1818 a San Pietroburgo. Quando fu fondato, il Museo ospitava 2 500 libri e manoscritti in diverse lingue dell'Asia, oltre a più di 20 000 monete, raccolte in un apposito Gabinetto.
Nel 1930, il Museo Asiatico, l'Istituto di cultura del Buddismo e il Gabinetto turcologico furono riuniti in un Istituto di Studi Orientali, sempre a Leningrado (San Pietroburgo). Nel 1950 l'Accademia delle Scienze ha trasferito l'Istituto da Leningrado a Mosca, malgrado una sua parte fosse rimasta a Leningrado. Nel 1980, l'Istituto è stato insignito con l'Ordine della Bandiera rossa del lavoro.
Nel 2008, più di 500 studenti operavano nell'Istituto, per il progresso delle conoscenze praticamente in tutte le diverse specialità degli studi orientalistici.

## Struttura
L'Istituto attualmente include dipartimenti di ricerca quali:
- Dipartimento su Israele
- Dipartimento di Storia dell'Oriente
- Dipartimento di Storia della cultura dell'Oriente Antico
- Dipartimento sulla Cina
- Dipartimento dei problemi delle relazioni internazionali
- Dipartimento sulla Corea e la Mongolia
- Dipartimento di Letterature dell'Asia
- Dipartimento di epigrafia dei monumenti orientali
- Dipartimento di studi teorici comparativi
- Dipartimento di Studi comparativi sulle culture
- Dipartimento sul Vicino e Medio Oriente
- Dipartimento dei Paesi della Comunità degli Stati Indipendenti
- Dipartimento di studi sul Sudest asiatico
- Dipartimento di ricerche economiche
- Dipartimento di ricerche sull'Pacifico meridionale
- Dipartimento di Lingue dell'Asia
- Centro di Studi arabi e Islamici
- Centro di Studi dell'India
- Centro di Studi sul Giappone